# Isabell Klein
Isabell Klein, född Nagel, född 28 juni 1984 i München, är en tysk handbollsspelare. Hon spelade i det tyska damlandslaget under världsmästerskapet i Kina 2009 och under Europamästerskapen 2010.
Hon är sedan 2009 gift med handbollsspelaren Dominik Klein, som spelat i Tysklands herrlandslag i handboll.

## Klubbar
Isabell Klein började spela handboll i TSV Schleißheim och TSV Ismaning. Från 2003 till 2007 spelade hon för klubben HSG Bensheim/Auerbach. Sedan 2007 spelar hon för Buxtehuder SV. 